# Škoda MissionL
Škoda MissionL war eine im Jahr 2011 auf der IAA vorgestellte Designstudie von Škoda Auto. Der Wagen ist eine etwa 4,50 Meter lange Stufenheck-Limousine und hat ein Kofferraumvolumen von circa 500 Litern. Die Studie nahm wesentliche Gestaltungselemente des 2012 präsentierten Škoda Rapid vorweg.